# Partido Comunista (Birmania)
El Partido Comunista (Birmania), a veces referido como la Bandera Roja Partido Comunista (en birmano: အလံနီကွန်မြူနစ်ပါတီ; RFCP), era un partido comunista en Birmania. El partido se formó cuando una facción más radical rompió fuera del Partido Comunista de Birmania en 1946. En el mismo año, empezó una insurrección armada prolongada; primero contra el dominio británico, después contra el gobierno birmano. El partido fue dirigido por Thakin Soe, un líder comunista apasionado. En el medio a tardío de los años 70, el partido perdió influencia y fue derrotado militarmente después de la captura de Thakin Soe en 1978.

## Ruptura
El partido emergió de una ruptura en el Partido Comunista de Birmania en febrero del 1946. Thakin Soe, un exlíder guerrillero, estacó reclamaciones para el liderazgo del partido. Denunció Thakin Que Tun y Thakin Thein Pe como 'Browderistas', acusándolos de haber tomado una posición comprometida hacia el imperialismo y elementos oportunistas.
El conflicto interior del partido había entrado en erupción después de un discurso por el líder de la Libertad del Pueblo de la Liga Antifascista (AFPFL en inglés), Ba Pe, en enero del 1946. Ba Pe había denunciado el sistema político en la Unión Soviética. En respuesta, Thakin Soe etiquetó Ba Pe 'una herramienta de los imperialistas'. Cauto del riesgo de la unidad de AFPFL, la jefatura del partido inició un proceso disciplinario contra Thakin Soe. Thakin Soe reclamó que el control sobre el Comité Central debería ser entregado a él y sus socios. Thakin Que Tun y Thein Pe cometieron autocrítica (y temporalmente dimitieron de sus puestos), pero no estuvieron de acuerdo con la demanda de Soe para hacerle el dirigente de partido. El mismísimo Soe fue removido del Comité Central. En respuesta Soe rompió con el Partido Comunista de Birmania y formó el Partido Comunista (Birmania). Thakin Lata Mya y seis miembros del Partido Comunista de Birmania se aliaron con el partido nuevo de Thakin Soe.

## Bandera roja vs. Bandera blanca
El partido fue etiquetado como Bandera Roja Partido Comunista' (en vez de 'Bandera Blanca Partido Comunista', en otras palabras, el Partido Comunista principal de Birmania) por el color de sus brazaletes.
El partido era según se dice 'Trotskista' en su orientación. Mientras la Bandera Blanca Partido Comunista empleó una línea de frente popular dentro del marco de la Libertad del Pueblo de la Liga Antifascista, la Bandera Roja Partido Comunista denunció cooperación con fuerzas no comunistas. En cambio el partido pidió una confrontación armada directa con los británicos como medios para conseguir independencia. La Bandera Roja Partido Comunista era significativamente más pequeño que la Bandera Blanca Partido Comunista. Thakin Que Tun describió las posiciones de la Bandera Roja Partido Comunista como 'aventurismo de izquierdas'.

## Trabajo Masivo, prohibición e insurrección
El partido empezó a construir las Uniones de Cultivadores de la Bandera Roja a través de Birmania, un movimiento que lideró a los campesinos para parar de pagar alquileres e impuestos. En julio del 1946, el gobernador de Birmania, el Señor Henry Knight, emitió una prohibición para las Uniones de Cultivadores de la Bandera Roja y el ala laboral del partido, los Sindicatos de la Bandera Roja.
El gobierno también declaró el Partido Comunista (Birmania) una asociación ilegal el 10 de julio de 1946. La Bandera Blanca Partido Comunista protestó la prohibición diciendo que era una contravención en libertades civiles.
El partido inició una campaña armada contra la regla colonial británica y los elementos 'derechistas' del AFPFL en julio del 1946. Soe también reclutó algunos elementos del ejército para participar en la rebelión.
U Aung San había objetado a la prohibición del Partido Comunista (Birmania), y aseguró que la prohibición del partido se quitó temporalmente en octubre de 1946. Aunque él mismo, no se asoció con cualquier protesta pública contra la prohibición.
En enero del 1947, el partido se prohibió otra vez. En respuesta, el partido pasó a la clandestinidad. La Bandera Blanca Partido Comunista otra vez había protestado contra la prohibición del Partido Comunista (Birmania). En abril de 1947, el Partido Comunista (Birmania) pidió un boicot de las elecciones a la Asamblea de Elector. Por 1948, las operaciones armadas del partido se concentraron en el Irrawaddy delta.

## Insurrección en Arakan
En el Estado de Arakan, el Partido Comunista (Birmania) hizo una alianza con rebeldes separatistas bajo la jefatura de U Seinda.

## Thakin Lata Mya expulsado
En 1949 el partido expulsó Thakin Lata Mya. Thakin Lata Mya más tarde se re-unió con el Partido Comunista de Birmania.

## Disminución
Después de las Elecciones parlamentarias de 1956 el partido, así como otros grupos rebeldes, empezó a sufrir deserciones de su ala armada. El rendimiento fuerte del Frente Unido Nacional había convencido muchos izquierdistas que la rebelión armada no era el único camino de luchas políticas. Cuando U Nu lanzó el programa 'Armas para Democracia' en 1958, varios luchadores del partido desertaron al gobierno. Muchos quizá también regresaron a sus pueblos tranquilamente. En 1961, el partido fue estimado a tener alrededor de 500 luchadores.
Thakin Soe participó en las charlas de paz de 1963 con el gobierno.

## Ruptura en Arakan
En 1962 el partido sufrió un retraso, cuando un grupo de miembros en el estado de Arakan (Rakáin) rompió del partido y formó el Partido Comunista de Arakan. Fueron dirigidos por Kyaw Zan Rhee, un prominente líder político arakanés, y Bo Maung Han. El Partido Comunista de Arakan quiso conseguir la independencia de Arakan.

## Captura de Thakin Soe
La campaña armada del partido, contra ambos gobiernos del AFPFL y el Partido de Programa Socialista de Birmania, continuaría hasta la captura de Thakin Soe por fuerzas de gobierno en 1970. En noviembre del 1970, fuerzas de ejército entraron en la guarida de Thakin Soe y el último baluarte del partido en los flecos del norte de la cordillera de Arakan Yoma. Le llevaron a Rangoon y fue encarcelado. El partido casi desapareció después del arresto de Soe.

## Campaña de aniquilación en Arakan de 1978
En 1978, las fuerzas de la Bandera Roja Partido Comunista en Arakan y el Partido Comunista de Arakan fueron víctimas de una campaña de aniquilación por el ejército birmano en las áreas rurales de la región. El partido fue forzado a retroceder a la frontera bangladés.
En 1991, habían reclamaciones que el partido todavía existía.[¿quién?]